# Hribarjevo
Hribarjevo – wieś w Słowenii, w gminie Bloke. W 2018 roku liczyła 18 mieszkańców.